# Posiołok otdielenija «2-ja Piatiletka» sowchoza «Krasnoje Znamia»
Posiołok otdielenija «2-ja Piatiletka» sowchoza «Krasnoje Znamia» (ros. Посёлок отделения «2-я Пятилетка» совхоза «Красное Знамя») – wieś w Rosji, w rejonie anninskim obwodu woroneskiego. W 2010 r. liczyła 53 mieszkańców.